# Vývojová dysfázie
Vývojová dysfázie je specificky narušený vývoj řeči, projevující se ztíženou schopností nebo neschopností naučit se verbálně komunikovat, i když podmínky pro rozvoj řeči jsou přiměřené. Vzniká jako následek poruchy centrálního zpracování řečového signálu. Postižení je tím lokalizováno do centrální sluchové oblasti řečových center. Postižení CNS je tedy spíš difusní, ne ložiskové. Zasahuje celou centrální korovou oblast a podle vážnosti postižení se pak manifestuje různou hloubkou příznaků.
Projevuje se širokou symptomatikou včetně výrazně nerovnoměrného vývoje celé osobnosti. Podle hloubky postižení se pak manifestuje různě širokou škálou i hloubkou příznaků, od dysfatické symptomatiky po úplnou nemluvnost. Dysfatický vývoj ovlivňuje i vývoj osobnosti dítěte, jeho citovou, motivační a zájmovou sféru, postavení v rodině, širší psychosociální začlenění i budoucí profesní orientaci.
Vývojová vada – stav se vyvíjí a není to konečná nebo zhoršující se záležitost – pokud se s dítětem pracuje citlivě a pravidelně a nenastanou komplikace (dyslexie, dysortografie, dyspraxie atd.), dochází většinou k výrazným zlepšením. U některých dětí dochází k tak velkému zlepšení, že vada již není pro běžného pozorovatele patrná, i když některé projevy stále přetrvávají (děti jsou např. nejisté, přecitlivělé nebo mají stále potíže s výslovností). Zvlášť důležitá je včasná a přesná diagnóza a odlišení dysfázie od jiných vývojových poruch. Včasným podchycením a rehabilitací je možné důsledky dysfázie a jejich dopad na rozvoj dětí i na jejich pozdější školní úspěšnost zmírnit nebo zatlačit do pozadí. Je možná záměna s autismem či mentální retardací, ale dysfázie není poruchou intelektu, není příznakem snížených mentálních schopností.

Více informací k naleznutí na www.vyvojovadysfazie.cz

## Projevy
1. opožděný vývoj řeči – nejnápadnější zásadní symptom
2. povrchová struktura řeči – zásadní porucha fonologického systému na úrovni rozlišování distinktivních rysů hlásek. Řeč je patlavá až nesrozumitelná, může docházet k záměnám hlásek nebo slabik.
3. hloubková struktura řeči – může zasahovat oblast gramatickou, přehazování slovosledu, nesprávné koncovky při ohýbání slov, vynechávání některých slov, omezení slovní zásoby, redukce stavby věty na dvou- nebo jednoslovné.
4. nerovnoměrný vývoj intelektu – vývojové rozdíly mezi jednotlivými složkami mohou dosahovat i několika let.
5. narušené zrakové vnímání – potíže v kresbě, typické znaky kresby.
6. kresba – deformace tvarů, nesprávně zobrazené přímky, křivky. Čáry slabé, roztřesené, přetažené, nedotažené. Značná část plochy nevyužitá.
7. narušení sluchového vnímání – je porušena schopnost sluchu rozlišit jednotlivé prvky řeči.
8. narušení paměťových funkcí – porucha krátkodobé paměti, komolení, přesmyk slabik, problém zvládat básničky.
9. narušení orientace v času a prostoru – narušená pravo-levá orientace, problémy při pohybových hrách.
10. narušení motorických funkcí – porucha motoriky rukou, porušena koordinace pohybu mluvidel, nepřesný pohyb jazyka, rtů, tváří.
11. lateralita – zkřížená lateralita, leváctví
12. grafomotorika – často vadný úchop tužky

## Typy dysfázie
- receptivní dysfázie – porucha vnímání, paměti a porozumění řeči (znamená to, že dítě slyší, ale nedokáže zvuky diferencovat, takže zvuk nepřináší informaci), obtíže jsou zejména v dekódování řeči. Dítě s receptivní dysfázií je v situaci člověka, který se ocitl sám v cizí zemi, kde nerozumí jazyku, kultuře, smyslu gest ani mimice. Dítě nerozumí, a proto se bojí změn. Z toho důvodu lpí na rituálech a uchyluje se k chování, které může vykazovat znaky autismu.
- expresivní dysfázie – porucha schopnosti samostatného vyjadřování (dítě nevysloví hlásku nebo slovo) – aktivní slovník je na výrazně nižší úrovni než porozumění slovům a větám, porozumění je relativně lépe zachováno oproti dysfázii receptivního typu. Velké obtíže s sebou nese rozšiřování aktivního slovníku (dítě si nedovede motoricko-kinetický vzorec slova zapamatovat a později vybavit).
- smíšená – nejčastěji se vyskytující porucha. Všichni lidé s „expresivní“ poruchou řeči mají totiž do určité míry rovněž obtíže s porozuměním mluvenému – přinejmenším na úrovni složitějších gramatických struktur – stejně jako všichni s „percepční“ poruchou zákonitě v jejím důsledku produkují obsahově nepřesná sdělení, která mohou působit jako obtíže s „expresí“.

Postižením je zasažena nejen řeč mluvená, ale i psaná. Důsledky dysfázie se ve vzdělání projevují jako závažné vývojové poruchy učení.

## Terapie
Důležitá je součinnost odborníků – ergoterapeuta, logopeda, foniatra, neurologa, klinického psychologa, MŠ i ZŠ. Centrum alternativní komunikace – u dětí s přetrvávající nemluvností u těžkých forem dysfázie. Také je vhodné zapojit speciálněpedagogická centra nebo pedagogicko-psychologické poradny.